# Leonardo Adams
Leonardo Francisco Adams Aguilera (Limón, 6 de abril de 1981) es un exfutbolista costarricense. Jugaba como delantero su último equipo fue Asociación Deportiva Guanacasteca de la Primera División de Costa Rica.

## Clubes
| Club                                      | País       | Año         |
| ----------------------------------------- | ---------- | ----------- |
| Belén Fútbol Club                         | Costa Rica | 2006        |
| Aurora Fútbol Club                        | Guatemala  | 2007        |
| Asociación Deportiva San Carlos           | Costa Rica | 2007        |
| Asociación Deportiva Guanacasteca         | Costa Rica | 2013 - 2014 |
| Belén Fútbol Club                         | Costa Rica | 2014 - 2017 |
| Santos de Guápiles                        | Costa Rica | 2017 - 2018 |
| Club Sport Herediano                      | Costa Rica | 2015        |
| Asociación Deportiva y Recreativa Jicaral | Costa Rica | 2018 - 2020 |
| Asociación Deportiva Guanacasteca         | Costa Rica | 2020 - Act  |

## Palmarés

### Títulos nacionales
| Título                         | Club             | País       | Año  |
| ------------------------------ | ---------------- | ---------- | ---- |
| Segunda División de Costa Rica | A.D Guanacasteca | Costa Rica | 2020 |
| Segunda División de Costa Rica | A.D Guanacasteca | Costa Rica | 2021 |

### Distinciones individuales
| Distinción                                                     | Año  |
| -------------------------------------------------------------- | ---- |
| Máximo goleador histórico con el Belén F.C (25 goles)          | 2016 |
| Incluido en el Once ideal de la Segunda División de Costa Rica | 2020 |